# NEC Nimega
El NEC Nimega (Nijmegen Eendracht Combinatie) és un club de futbol neerlandès de la ciutat de Nimega.

## Història
El club origen del NEC més antic, el Eendracht (que significa Unitat en neerlandès) va ser fundat el 15 de novembre de 1900, per membres de la classe treballadora de la ciutat de Nimega, mentre que el club de la classe alta era el Quick 1888. El 1903 es fundà el club NVV Nijmegen i l'abril de 1910 ambdós clubs es fusionaren per formar el NEC, que és un acrònim el significat del qual és Nijmegen Eendracht Combinatie (Combinació de Nimega i Unió). El club no ha guanyat mai cap gran torneig, tot i ser quatre cops finalista de la copa neerlandesa.

## Palmarès
- Copa neerlandesa de futbol:[3]
  - Finalista els anys 1973, 1983, 1994, 2000, 2024
- Eerste Divisie:
  - 1974–75, 2014–15
- Tweede Divisie:
  - 1963–64

## Jugadors

### Plantilla 2024-25
A 2 setembre 2024 
| N. | Pos. | Nac. | Jugador                                 |
| -- | ---- | --- | --------------------------------------- |
| 1  | POR  | [[Fitxer:Flag of the Netherlands.svg\|23x15px\|border \|alt=Països Baixos\|link=Selecció de futbol dels Països Baixos\|{{#if:\|]]                        | Stijn van Gassel                        |
| 2  | DEF  | [[Fitxer:Flag of the Republic of the Congo.svg\|23x15px\|border \|alt=República del Congo\|link=Selecció de futbol de la República del Congo\|{{#if:\|]] | Brayann Pereira                         |
| 3  | DEF  | [[Fitxer:Flag of the Netherlands.svg\|23x15px\|border \|alt=Països Baixos\|link=Selecció de futbol dels Països Baixos\|{{#if:\|]]                        | Philippe Sandler                        |
| 4  | DEF  | [[Fitxer:Flag of Spain.svg\|23x15px\|border \|alt=Espanya\|link=Selecció de futbol d'Espanya\|{{#if:\|]]                                                 | Iván Márquez (cedit pel 1. FC Nürnberg) |
| 5  | DEF  | [[Fitxer:Flag of the Netherlands.svg\|23x15px\|border \|alt=Països Baixos\|link=Selecció de futbol dels Països Baixos\|{{#if:\|]]                        | Thomas Ouwejan                          |
| 6  | MIG  | [[Fitxer:Flag of the Netherlands.svg\|23x15px\|border \|alt=Països Baixos\|link=Selecció de futbol dels Països Baixos\|{{#if:\|]]                        | Mees Hoedemakers                        |
| 7  | MIG  | [[Fitxer:Flag of Spain.svg\|23x15px\|border \|alt=Espanya\|link=Selecció de futbol d'Espanya\|{{#if:\|]]                                                 | Rober                                   |
| 8  | MIG  | [[Fitxer:Flag of Greece.svg\|23x15px\|border \|alt=Grècia\|link=Selecció de futbol de Grècia\|{{#if:\|]]                                                 | Argyris Darelas                         |
| 9  | DAV  | [[Fitxer:Flag of Japan.svg\|23x15px\|border \|alt=Japó\|link=Selecció de futbol del Japó\|{{#if:\|]]                                                     | Kento Shiogai                           |
| 10 | DAV  | [[Fitxer:Flag of the Netherlands.svg\|23x15px\|border \|alt=Països Baixos\|link=Selecció de futbol dels Països Baixos\|{{#if:\|]]                        | Sontje Hansen                           |
| 15 | DAV  | [[Fitxer:Flag of Turkey.svg\|23x15px\|border \|alt=Turquia\|link=Selecció de futbol de Turquia\|{{#if:\|]]                                               | Başar Önal                              |
| 17 | DEF  | [[Fitxer:Flag of the Netherlands.svg\|23x15px\|border \|alt=Països Baixos\|link=Selecció de futbol dels Països Baixos\|{{#if:\|]]                        | Bram Nuytinck                           |
| 18 | DAV  | [[Fitxer:Flag of Japan.svg\|23x15px\|border \|alt=Japó\|link=Selecció de futbol del Japó\|{{#if:\|]]                                                     | Koki Ogawa                              |

| N. | Pos. | Nac. | Jugador                                        |
| -- | ---- | --- | ---------------------------------------------- |
| 20 | MIG  | [[Fitxer:Flag of Denmark.svg\|23x15px\|border \|alt=Dinamarca\|link=Selecció de futbol de Dinamarca\|{{#if:\|]]                   | Lasse Schöne (capità)                          |
| 21 | MIG  | [[Fitxer:Flag of the Netherlands.svg\|23x15px\|border \|alt=Països Baixos\|link=Selecció de futbol dels Països Baixos\|{{#if:\|]] | D'Leanu Arts                                   |
| 22 | POR  | [[Fitxer:Flag of the Netherlands.svg\|23x15px\|border \|alt=Països Baixos\|link=Selecció de futbol dels Països Baixos\|{{#if:\|]] | Robin Roefs                                    |
| 23 | MIG  | [[Fitxer:Flag of Japan.svg\|23x15px\|border \|alt=Japó\|link=Selecció de futbol del Japó\|{{#if:\|]]                              | Kodai Sano                                     |
| 24 | DEF  | [[Fitxer:Flag of Indonesia.svg\|23x15px\|border \|alt=Indonèsia\|link=Selecció de futbol d'Indonèsia\|{{#if:\|]]                  | Calvin Verdonk                                 |
| 25 | MIG  | [[Fitxer:Flag of the Netherlands.svg\|23x15px\|border \|alt=Països Baixos\|link=Selecció de futbol dels Països Baixos\|{{#if:\|]] | Sami Ouaissa                                   |
| 26 | MIG  | [[Fitxer:Flag of the Netherlands.svg\|23x15px\|border \|alt=Països Baixos\|link=Selecció de futbol dels Països Baixos\|{{#if:\|]] | Luc Nieuwenhuijs                               |
| 29 | MIG  | [[Fitxer:Flag of the Netherlands.svg\|23x15px\|border \|alt=Països Baixos\|link=Selecció de futbol dels Països Baixos\|{{#if:\|]] | Kas de Wit                                     |
| 31 | POR  | [[Fitxer:Flag of the Netherlands.svg\|23x15px\|border \|alt=Països Baixos\|link=Selecció de futbol dels Països Baixos\|{{#if:\|]] | Rijk Janse                                     |
| 35 | MIG  | [[Fitxer:Flag of the Netherlands.svg\|23x15px\|border \|alt=Països Baixos\|link=Selecció de futbol dels Països Baixos\|{{#if:\|]] | Omar Mohamedhoesein                            |
| 71 | MIG  | [[Fitxer:Flag of the Netherlands.svg\|23x15px\|border \|alt=Països Baixos\|link=Selecció de futbol dels Països Baixos\|{{#if:\|]] | Dirk Proper                                    |
| —  | DEF  | [[Fitxer:Flag of Greece.svg\|23x15px\|border \|alt=Grècia\|link=Selecció de futbol de Grècia\|{{#if:\|]]                          | Lefteris Lyratzis (cedit pel PAOK Salònica FC) |

### Jugadors històrics destacats

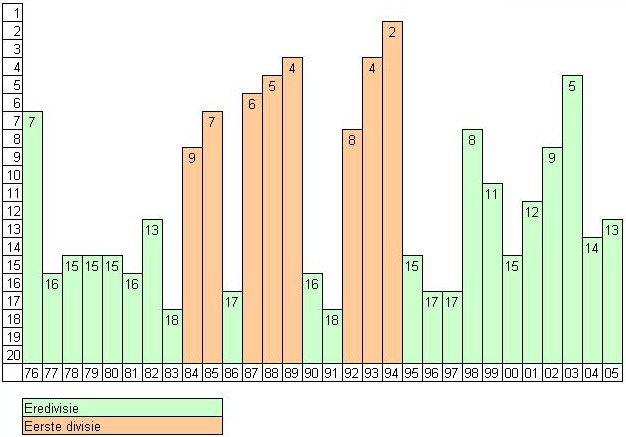
Gràfica del NEC Nimega 1976-2005

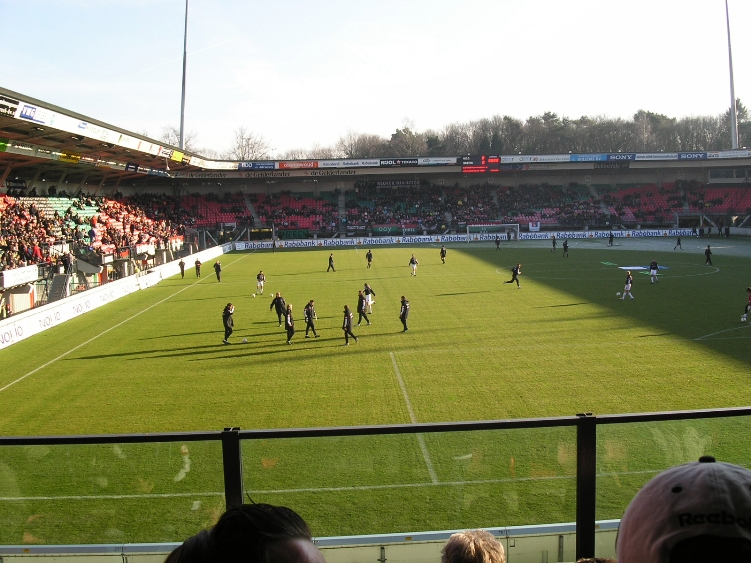
Estadi del club

- Wilfried Brookhuis
- Jan van Deinsen
- Jack de Gier
- Henk Grim
- Ron de Groot
- Danny Hoekman
- Dick Jol
- Cees Lok
- Jan Peters
- Harry Schellekens
- Sije Visser

## Entrenadors destacats
- Ron de Groot
- Wim Koevermans
- Cees Lok
- Pim van de Meent
- Johan Neeskens
- Sandor Popovics
- Jan Pruijn
- Piet de Visser